# Sini (Burkina Faso)
Pour les articles homonymes, voir Sini.
Sini, parfois appelé Sini-Yarcé, est une localité située dans le département de Boulsa de la province du Namentenga dans la région Centre-Nord au Burkina Faso. 

## Éducation et santé
Le centre de soins le plus proche de Sini est le centre de médical avec antenne chirurgicale (CMA) de la province à Boulsa.
Le village possède trois écoles publiques primaires, dans les secteurs du bourg, de Rapèla et de Boulpèla.